# Wohnhaus Auf dem Esch 61
Das Wohnhaus Auf dem Esch 61 in Diepholz stammt aus dem 19. Jahrhundert.
Aktuell (2023) wird es als Wohn- und Bürohaus genutzt.
Das Gebäude steht unter Denkmalschutz (siehe auch Liste der Baudenkmale in Diepholz).

## Beschreibung
Das eingeschossige historisierende Gebäude in Bruchstein und Ziegel mit Satteldach, mittigem Zwerchhaus sowie Fassadendekor wie Geschossgesims, Trauffries, Ecklisenen und Fensterfaschen in Backstein stammt von 1864. Das Gebäude wurde saniert und dient auch einem Architektenbüro.
Das Landesdenkmalamt befand: „… geschichtliche Bedeutung … wegen seiner künstlerischen Bedeutung … der repräsentativ und detailreich gestalteten Fassaden …“